# Drepanolejeunea yunnanensis
Drepanolejeunea yunnanensis là một loài Rêu trong họ Lejeuneaceae. Loài này được (P.C. Chen) Grolle & R.L. Zhu mô tả khoa học đầu tiên năm 2000.